# مارگاریتا لوئی-دریفوس
مارگاریتا لوئی-دریفوس (انگلیسی: Margarita Louis-Dreyfus؛ زادهٔ ۱ ژوئیهٔ ۱۹۶۲) کارآفرین و سرمایه‌دار اهل روسیه و ساکن سوئیس است، که بعنوان رئیس هیئت مدیره شرکت لوئی دریفوس فعالیت می‌کند.